# Lotodes rotundifolium
Lotodes rotundifolium là một loài thực vật có hoa trong họ Đậu. Loài này được (L. f.) Kuntze mô tả khoa học đầu tiên năm 1891.